# Nihávandi csata
642-ben Nihávand (arab írással نهاوند, modern kiejtéssel Nehávand, a mai Iránban Teherántól nyugatra a Shur folyónál) mellett a hódító arabok győzelmet arattak a perzsák fölött, s ezzel véget ért a Szászánida-dinasztia uralma.

## Előzmények
A kádiszijjai ütközetet követően a Szászánida Birodalom ellenállása még korántsem tört meg. A perzsa nagykirály, III. Jazdagird kénytelen volt a fővárosát, Szeleukeia-Ktésziphónt is feladni, melyet az arabok átneveztek Madáinnak, és a hegyek közé visszavonulni, ám a perzsák még mindig jelentős katonai erőt képviseltek és veszélyesek voltak. Az arabok ezért újabb és újabb hadjáratokat vezettek a perzsa „magterületek” ellen. Húzisztánt 639-ben súlyos harcok árán foglalták el. Így a döntő összecsapás a perzsák és az arabok között elkerülhetetlenné vált.
642-ben III. Jazdagird egy nagy haddal Hamadánból (Ekbatana) dél felé vonult az arabok ellen, akik két hadoszlopban Kúfából és Baszrából közeledtek an-Numán ibn Mukarrin parancsnoksága alatt. Ugyanakkor egy másik támadó arab haderő nyomult Iszfahán felé, hogy az ottani perzsa csapatokat lekösse és megakadályozza, hogy azok a fősereghez csatlakozzanak.

## A csata lefolyása
A számszerű adatok az arab forrásokban kevésbé megbízhatóak. Nyilvánvalóan az arab krónikások a győzelmet fényesen tündöklőnek akarták feltüntetni és ezért a szászánida csapatokra vonatkozóan részben egészen fantasztikus adatokat adtak meg. Ténylegesen a késő antik kori nagyhatalom, Perzsiát a Bizánccal folytatott korábbi háborúk és a polgárháborúk teljesen kimerítették. Ebből kiindulva a perzsa oldalőn legfeljebb néhány tízezer harcos állhatott. Az örmény krónikás és kortárs, Sebeos több mint 40 000 arabról és 60 000 perzsáról tudósított, s ezek a számok valószínűleg helytállóak. Túlnyomórészt azonban rosszul kiképzett gyalogos csapatokról van szó, mivel az elit egységek már a megelőző évek számos csatározásaiban nagyrészt megsemmisültek és a páncélos lovasokból álló elit csapat is a fürgébb araboknál taktikailag gyengébb erőt képviselt.
Nihávandnél először legalább két napig csak kisebb csatározások voltak, melyek után a perzsák visszavonultak megerősített táborukba. Az arabok erre nyilván cselt alkalmaztak, hogy a perzsákat kicsalogassák, vélhetően az elvonulást színlelték. A perzsákat megtévesztette a csel, emiatt elveszítették zárt csatarendjüket. Ennek következtében egy meglepetésszerű ellentámadás a Fírúz vezette perzsákat szétszórta és legyűrte, annak ellenére, hogy az elkeseredett küzdelemben az arab sereg vezére, Numán is az életét vesztette. A perzsák kétségbeesetten harcoltak, ezért az arabok vesztesége is nagyon magas volt. Egy későbbi hagyomány szerint az arabok állítólag a perzsáknak megmutatták a perzsa nagykirály leányát, akit a 636-os kádiszíjai csata után fogtak el. Erre a perzsa sereg egy meggondolatlan, szervezetlen támadásba ment át, hogy a leányt kiszabadítsa. Ez azonban valószínűleg nem felel meg a tényeknek. Mindenesetre az arabok kivívták a győzelmet – ha nagy áldozatok árán is – és a hegyekig üldözték a menekülő perzsákat, akiknek jelentős része a menekülés közben a csatatér melletti folyóba fulladt. A nihávandi győzelem így az arabok számára a győzelmek győzelmévé vált.

## A csata következményei
A következő években az arabok egymás után foglalták el a perzsa tartományokat. A perzsa nemesség ellenállása vagy katonailag tört meg, vagy a diplomácia szüntette meg. III. Jazdagird a nihávandi vereség után már nem volt abban a helyzetben, hogy meg tudja szervezni az ellenállást, mivel a perzsa nemesek a vereséget szenvedett királyt növekvő számban hagyták el. A perzsa nagykirály birodalma keleti felébe menekült, ahol még egy évtizedig ellenállt a hódítóknak, mígnem 651-ben Mervben egy molnár meg nem gyilkolta. Ezzel a Szászánida Birodalom végérvényesen az arabok kezébe került.

## Fordítás
- Ez a szócikk részben vagy egészben  a   Schlacht bei Nehawend című német Wikipédia-szócikk fordításán alapul.  Az eredeti cikk szerkesztőit annak laptörténete sorolja fel. Ez a jelzés csupán a megfogalmazás eredetét és a szerzői jogokat jelzi, nem szolgál a cikkben szereplő információk forrásmegjelöléseként.